# Хольтгаст
Хольтгаст (нем. Holtgast) — община в Германии, в земле Нижняя Саксония.
Входит в состав района Виттмунд. Подчиняется управлению Эзенс. Население составляет 1843 человека (на 31 декабря 2010 года). Занимает площадь 24 км².
Коммуна подразделяется на 4 сельских округа.
| Год  | Население |
| ---- | --------- |
| 1990 | 1576      |
| 1995 | 1560      |
| 2000 | 1638      |
| 2005 | 1701      |
| 2010 | 1825      |